# Körtemoly
A körtemoly (Cydia pyrivora) a valódi lepkék alrendjébe tartozó sodrólepkefélék (Tortricidae) családjának egyik faja. Meglehetősen későn ismerték fel, hogy önálló faj; sokáig nem különböztették meg rokonától, az almamolytól.

## Elterjedése, élőhelye
Jelen van szinte egész Európában – nemcsak a kontinensen, de például Krétán, Szicílián és Szardínián is. Magyarországon valószínűleg őshonos, és meg is található mindenhol, ahol van körte a környéken. A nedvesebb éghajlatot és az erdei környezetet kedveli.

## Megjelenése
Sötétszürke szárnyát bonyolult, sötétbarna mintázat díszíti. Szárnyának fesztávolsága 17–22 mm.

## Életmódja
Az almamolytól eltérően évente egy nemzedéke kel ki. A kifejlett hernyó a talaj felső rétegében, pergamenszerű gubóban telel át, majd május–júniusban bábozódik. A rajzás június–júliusban esedékes úgy, hogy a bábok egy része diapauzában maradhat, és másodszor is áttelelhet.
A hernyók valószínűleg monofágok: csak a körtefákon élnek (a termesztett és a vadkörtén egyaránt). Úgy tűnik, hogy a körte különböző fajtáit egyaránt kedvelik. A gyümölcsre rakják petéiket. A kikelő hernyók azonnal átrágják a körte héját, és a magházig hatolnak. Kártételükre jellemző a vékony, egyenesen a magházig hatoló járat. A hernyók a magvakat eszik, és ha kifejlődtek, ismét a legrövidebb úton kirágják magukat a körtéből.

## Külső hivatkozások
- Mészáros Zoltán – Szabóky Csaba: A magyarországi molylepkék gyakorlati albuma. Budapest: Agroinform. 2005.  arch Hozzáférés: 2018. április 6. (PDF)